# Hà Tiên
Hà Tiên è una città del Vietnam di 100 560 abitanti situata in provincia di Kien Giang, nella regione del delta del Mekong. Si trova alla frontiera con la Cambogia ed è una rinomata meta turistica per le spiagge e i panorami che offre.

## Etimologia
Il nome Hà Tiên deriva dal sino-vietnamita 河僊 o 河仙, che significa spirito del fiume.

## Storia
Nell'antichità, alcuni chilometri all'interno di Hà Tiên sorgeva Banteay Meas (in lingua khmer បន្ទាយមាស; in lingua thai บันทายมาศ; ; letteralmente fortezza dorata), così chiamata per la fortificazione in bambù che la circondava. Il porto di Hà Tiên era chiamato dai Khmer Piem o Peam (in khmer ព឵ម, in thai เปียม; in cinese 港口), che nella loro lingua significava porto e foce, mentre i Vietnamiti lo chiamavano Mang-Kham, in cui Mang in vietnamita voleva dire Khmer. Si è ipotizzato che in questo porto fosse arrivato nel 415 il buddhismo in Cambogia, portato dal monaco Buddhaghosa che viaggiava su una nave naufragata sospinta ad Hà Tiên da una tempesta.

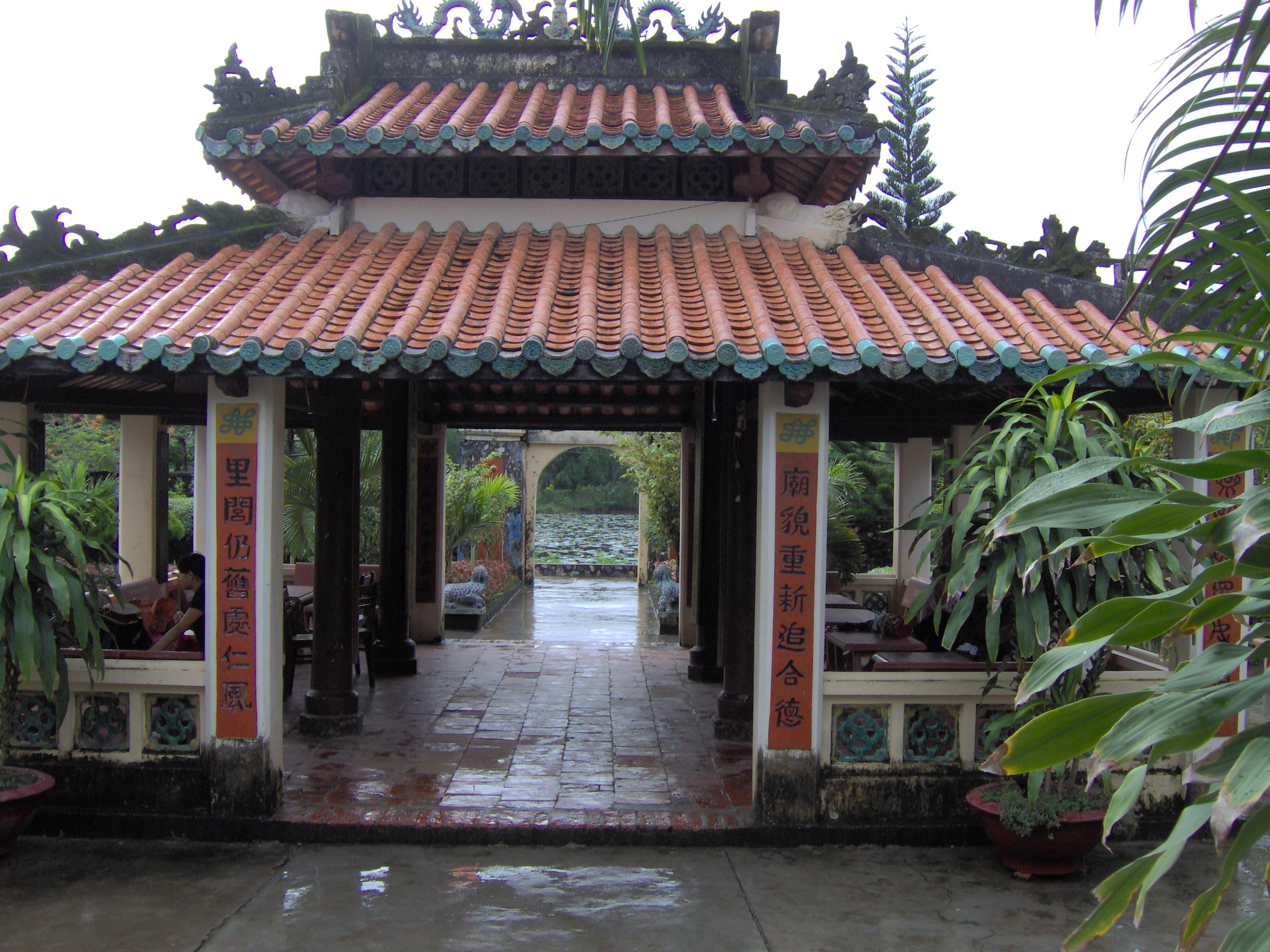
Mausoleo di Mo Jiu.

La città di Hà Tiên fu fondata verso la fine del Seicento da una piccola comunità di rifugiati cinesi leali alla dinastia Ming e oppositori della dinastia Qing. Quando arrivarono nei territori dell'odierno Vietnam meridionale, i signori Nguyễn che controllavano questi territori ordinarono al re di Cambogia, a quel tempo vassallo dei Nguyễn, di assegnare loro della terra. I cinesi vi costruirono dei mercati e crearono una città industriosa e affollata, nella quale gradualmente arrivarono a stabilirsi anche diversi vietnamiti. La città fu annessa al Vietnam quando il leader della comunità cinese, Mo Jiu, ne trasferì la sovranità ai signori Nguyễn, i quali lo nominarono governatore della città stessa. Fu in questo periodo che il sovrano dei Nguyễn Minh Vương diede alla città il nome Hà Tiên (河仙, spirito del fiume), riferito al nume tutelare del locale fiume Giang-thành.

## Economia
Ad alcuni chilometri da Ha Tien sorge un grande cementificio, la cui costruzione ebbe inizio nel 1961 e fu uno dei più grandi progetti industriali del Vietnam del Sud.